# Автобусный парк
Авто́бусный парк — эксплуатационное предприятие, занимающееся техническим обслуживанием автобусов, обеспечивающее выпуск их на линию в нужном количестве, укомплектованное штатом водителей, диспетчеров, ремонтных рабочих.
Иногда также называется автоколонной или пассажирским автотранспортным предприятием (ПАТП).
Объём парка автобусов определяется потребностью в перевозке пассажиров на территории обслуживаемого района.